# 바구미
바구미는 바구미상과에 속하는 딱정벌레 곤충의 총칭이다. 몸 길이는 약 1mm~30mm로 크기가 다양하며 식물의 씨앗이나 잎을 갉아먹는 초식성이다. 7~8개 과에 6만여 종 이상이 있으며, 대부분의 종은 바구미과에 속해 있다. 일부 바구미상과에 속하지 않는 곤충도 ‘바구미’로 불리기도 한다. 일부 종의 바구미는 곡식 등을 파먹는 해충이다. 한국에는 약 400종이 알려져 있다. 종자식물이 있는 곳이면 어디서든 볼 수 있다.
몸은 타원형이고 주둥이가 길다. 이 주둥이로 식물의 열매, 씨 따위에 구멍을 뚫는데 주둥이 끝에 입이 있다.유충은 다리가 없고, 열매의 속을 먹거나 구멍을 뚫는다.
주변에서 흔히 볼 수 있는 어리쌀바구미나 팥바구미의 성충은 저장된 곡물에 알을 낳으며, 알에서 나온 유충은 곡물을 파먹는다.
바구미는 바구미상과에 속하는 딱정벌레 곤충의 총칭이다. 몸 길이는 약 1mm~30mm로 크기가 다양하며 식물의 씨앗이나 잎을 갉아먹는 초식성이다. 7~8개 과에 6만여 종 이상이 있으며, 대부분의 종은 바구미과에 속해 있다. 일부 바구미상과에 속하지 않는 곤충도 ‘바구미’로 불리기도 한다. 일부 종의 바구미는 곡식 등을 파먹는 해충이다. 한국에는 약 400종이 알려져 있다. 종자식물이 있는 곳이면 어디서든 볼 수 있다.
몸은 타원형이고 주둥이가 길다. 이 주둥이로 식물의 열매, 씨 따위에 구멍을 뚫는데 주둥이 끝에 입이 있다.유충은 다리가 없고, 열매의 속을 먹거나 구멍을 뚫는다.
주변에서 흔히 볼 수 있는 어리쌀바구미나 팥바구미의 성충은 저장된 곡물에 알을 낳으며, 알에서 나온 유충은 곡물을 파먹는다.

## 밀가루에서의 생존실험
쌀바구미류는 원래 밀 종류에서 더욱 쉽게 번식하고 생존하는 것으로 알려졌다.
그러나 국내 수입된 밀가루에 바구미를 투입해 생존력을 시험한 결과 수주일만에 대다수 사망이라는 결과가 나오기도 했다.
이것은 밀가루가 국내 수입되는 과정에서 과도하게 탈수하거나 방부처리한 것 때문으로 추정된다.